# Chūkyō
L'emperador Chūkyō (仲 恭 天皇, Chūkyō-Tennō, 30 d'octubre del 1218 - 18 de juny del 1234) va ser el 85è emperador del Japó, segons l'ordre tradicional de successió. Va regnar només per uns mesos el 1221, i no va ser reconegut oficialment com a emperador fins al 1870, a causa de discrepàncies amb el seu efímer regnat. Abans de ser ascendit al Tron de Crisantem, el seu nom personal (imina) era Príncep Imperial Kanenari (懐 成 亲王, Kanenari-shinnō).

## Biografia
En 1221 va ascendir al tron a l'edat de dos anys, després de la deposició del seu pare, l'emperador Juntoku, en haver participat en la fracassar estrepitosament, una revolta encapçalada pel seu avi, l'emperador enclaustrat Go-Toba, amb la finalitat d'enderrocar al shogunat Kamakura.
No obstant aquest mateix any, amb la fi del conflicte, va ser destronat i reemplaçat pel seu primer segon, l'emperador Go-Horikawa, nebot de l'emperador Go-Toba.
Com que només va regnar per uns mesos després de la revolta, el seu ascens al tron no va ser reconegut. Va ser conegut com l'emperador destronat Kujō (九 条 廃 帝, Kujō Haitei), el semi-emperador (半 帝) i l'emperador destronat Posterior (后 廃 帝, Go-Haitei ", referint-se a l'Emperador Junnin, que era conegut com a Haitei).
Va morir el 1234 a l'edat de quinze anys. Posteriorment, el 1870, va ser reconegut com a emperador per l'emperador Meiji i li va atorgar el nom pòstum d'emperador Chūkyō.